# Vol Alaska Central Express 51
Le 8 mars 2013, un Beechcraft 1900C effectuant le vol Alaska Central Express 51, un vol cargo opéré par Alaska Central Express (en) assurant la liaison Anchorage-King Salmon-Dillingham, en Alaska, s'est écrasé sur le versant d'une montagne lors de l'approche sur l'aéroport de Dillingham (en), tuant les deux membres d'équipage à bord.

## Avion et équipage

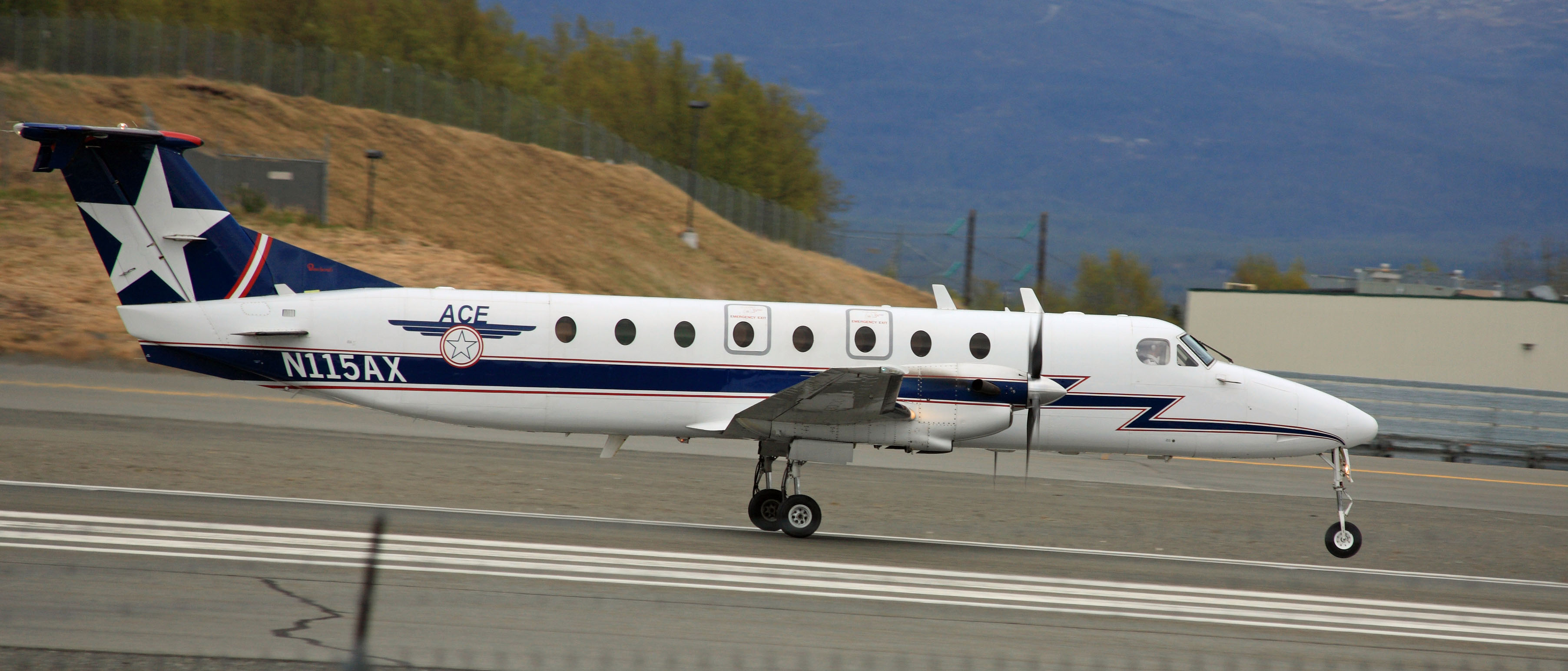
Un Beechcraft 1900C d' semblable à celui impliqué dans l'accident.

L'appareil impliqué est un Beechcraft 1900C-1, immatriculé N116AX et construit en 1992 (numéro de série UC-17). Alaska Central Express (en) est la seul compagnie exploitant cet avion, avec un total de 29 824 heures de vol effectuées avant l'accident. Il est équipé de deux turbopropulseurs Pratt & Whitney Canada PT6A-65B, et est équipé pour voler dans les conditions hivernales fréquentes en Alaska, mais ne dispose pas d'enregistreur phonique, ni d'enregistreur de paramètres à bord. 
L'équipage du vol 51 est composé uniquement des deux pilotes dans le cockpit, le commandant de bord Jeff Day (38 ans), qui compte 5 770 heures de vol, et le copilote Neil Jensen (21 ans), qui compte seulement 470 heures de vol.

## Accident
Le vol 51 a initialement décollé de l'aéroport international d'Anchorage Ted-Stevens vers 5h44, faisant une escale prévue à King Salmon et continuant vers Dillingham. Lors de la dernière étape du vol vers Dillingham, l'équipage a demandé une approche aux instruments de type RNAV, qui a été accordée par le contrôle aérien qui a ordonné à l'équipage de maintenir une altitude de 2 000 pieds (610 m). 
Environ six minutes plus tard, l'équipage a demandé l'autorisation d'entrer en circuit d'attente pour pouvoir contacter la station d'information de vol (en) (FSS), pour un rapport sur l'état de la piste, qui a ensuite été accordé. Les contrôleurs ont ensuite tenté de contacter l'avion, mais sans succès et ont rapidement perdu la trace radar de l'avion.

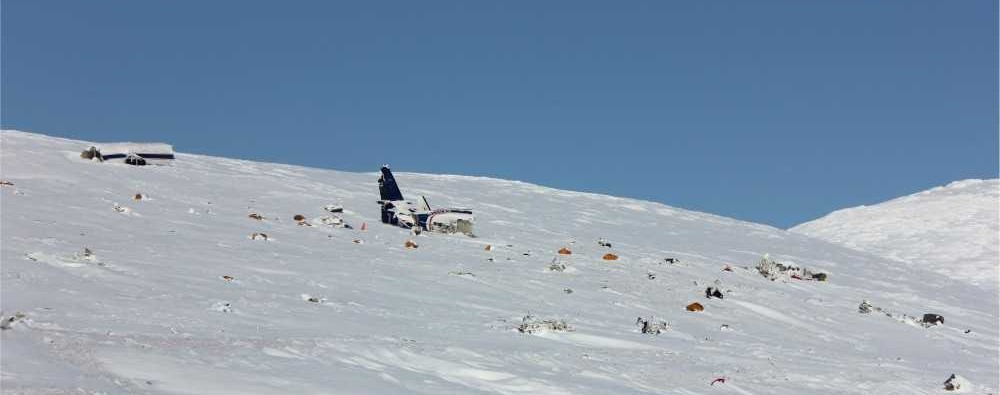
Site du crash du vol 51.

L'appareil s'est écrasé à Muklung Hills, une zone montagneuse située à 27 km au nord-est de l'aéroport de Dillingham. La première unité de secours à atteindre le lieu de l'accident était un hélicoptère de la Garde nationale aérienne de l'Alaska, qui n'a pas pu atterrir ni faire descendre les sauveteurs en raison des mauvaises conditions météorologiques. 

## Enquête
L'accident a fait l'objet d'une enquête de la part du Conseil national de la sécurité des transports (NTSB), qui a conclu que le vol 51 s'est écrasé en raison de l'incapacité de l'équipage à maintenir l'altitude minimale de sécurité recommandée par le contrôle aérien, alors que le vol s'effectuait dans des conditions météorologiques de vol aux instruments, ce qui a finalement conduit l'avion à s'écraser contre le relief.